# لوك جوردن
لوك جوردن (بالإنجليزية: Luke Jordan)‏ هو عازف قيثارة وكاتب أغاني وموسيقي ومغني أمريكي، ولد في 23 يناير 1892 في بلوفيلد في الولايات المتحدة، وتوفي في 25 يونيو 1952 في لينشبرغ في الولايات المتحدة.

## وصلات خارجية
- لوك جوردن على موقع ميوزك برينز (الإنجليزية)
- لوك جوردن على موقع ديسكوغز (الإنجليزية)